# 고질라 - 파이널 워즈
고질라 - 파이널 워즈(ゴジラ, Godzilla: Final Wars)는 일본에서 제작된 기타무라 류헤이 감독의 2004년 액션, SF 영화이다. 마츠오카 마사히로 등이 주연으로 출연하였다.

## 출연

### 주연
- 마츠오카 마사히로
- 키쿠카와 레이

### 조연
- 키타무라 카즈키
- 돈 프라이
- 타카라다 아키라
- 케인 코스기
- 미즈노 마키
- 나가사와 마사미
- 오오츠카 치히로
- 사하라 켄지
- 쿠미 미즈노
- 후나키 마사카츠
- 이부 마사토
- 타카시마 마사노부
- 믹 프레스턴
- 대런 듀프리 워싱턴
- 이즈미야 시게루
- 스가 켄타
- 쿠니무라 준
- 셜리 스위니
- 기타무라 류헤이
- 코하시 켄지
- 키타가와 츠토무
- 나카가와 모토쿠니
- 카미오 나오코
- 오구라 토시히로
- 우오타니 카나에
- 사카구치 타쿠
- 레이 세포
- 사카키 히데오
- 아쿠네 히로코
- 사무엘 팝 아닝
- 로버트 볼드윈
- 신시아 체스턴
- 마이클 크로커
- 델시 미하엘라 가브리엘라
- 게리 굿릿지
- 마이크 한
- 하시즈메 료
- 하시즈메 준
- 키쿠치 유미
- 기무라 다이사쿠
- 키리시마 레이카
- 조나단 레그
- 마스모토 쇼이치로
- 마츠모토 미노루
- 브래드 맥머레이
- 모토미야 켄지
- 나카오 아키라
- 오바 카즈히토
- 하루카 오스
- 사노 시로
- 스즈키 신지
- 다카스기 코오
- 타케우치 야스히로
- 타니하라 쇼스케
- 타사키 토시미치
- 마이클 토미오카
- 우에다 코이치
- 야마데라 코이치
- 엘리자베스 헤이워드
- 매튜 스콧

## 제작진
- 소품팀: 데보라 라일리